# Hans Schleier
Hans Schleier (né le 20 janvier 1931 à Breslau et mort le 26 avril 2018 à Leipzig) est un historien allemand.

## Biographie
Schleier étudie l'histoire à Leipzig de 1952 à 1956 et obtient son doctorat en 1963 sous la direction d'Ernst Engelberg avec une thèse sur Sybel und Treitschke. Il est habilité en 1974 avec l'ouvrage Die bürgerliche deutsche Geschichtsschreibung der Weimarer Republik.
De 1956 à 1991, Schleier est chercheur associé à l'Institut central d'histoire de l'Académie des sciences de la RDA. Il édite un ouvrage de Joachim Streisand (de) publié en 1965.
Après la réunification, Schleier fait partie du programme d'intégration des scientifiques et occupe des postes de professeur invité et de professeur suppléant à Bielefeld et Düsseldorf au cours des semestres d'hiver entre 1990 et 1994.
1980-2000 Schleier est membre du bureau de la commission internationale sur l'histoire et la théorie des sciences historiques au Comité International des Sciences Historiques, puis membre de la commission. De 1973 à 1990, il est membre du comité de rédaction de Jahrbuch der Geschichte et de 1982 à 1991 de la Storia della Storiografia (histoire de l'historiographie). À partir de 1990, il coédite Fundamenta Historica et à partir de 1992 Wissen und Kritik. Texte und Beiträge zur Methodologie des historischen und theologischen Denkens seit der Aufklärung.

## Travaux
- Die bürgerliche deutsche Geschichtsschreibung der Weimarer Republik. I. Strömungen – Konzeptionen – Institutionen. II. Die linksliberalen Historiker, Pahl-Rugenstein, Köln 1975.
- Karl Lamprecht. Alternative zu Ranke. Schriften zur Geschichtstheorie. Hrsg. und mit einem Essay: Der Kulturhistoriker Karl Lamprecht, der "Methodenstreit" und die Folgen, von Hans Schleier. Reclam, Leipzig 1988. (RUB 1256).
- Geschichte der deutschen Kulturgeschichtsschreibung. Band 1: Vom Ende des 18. bis Ende des 19. Jahrhunderts (= Wissen und Kritik; Bd. 24.1), Waltrop: Hartmut Spenner 2002, 2 Bde., 1191 S.,  (ISBN 978-3-933688-76-7).